# Ensaymada
La ensaymada es un brioche tradicional del centro de la isla de Luzón, en Filipinas. Contiene harina de trigo, levadura, azúcar, sal, huevos y, a veces, leche y mantequilla. Hay muchas variantes locales en la Pampanga, en Bulacán y en el área capitalina de Manila. Muchas recetas se cubren o se rellenan con queso, carne y a veces adobo o pancit, aunque la receta clásica es simplemente cubierta con mantequilla y azúcar.
Esta receta deriva de la ensaimada de Mallorca, aunque difiere bastante en su preparación, sí conserva su forma en espiral. El ingrediente graso usado en la versión mallorquina es la manteca de cerdo (saïm en catalán), mientras que en la ensaymada filipina este papel lo cumple el queso. La masa de la ensaymada es una masa enriquecida que se deja leudar alrededor de tres horas.

## Variantes locales
- Ensaymada de mantequilla o margarina y azúcar
- Ensaymada de queso, en particular se usa queso de bola.
- Ensaymada de ube, un tubérculo lila también conocido como ñame de agua.[9]
- La ensaymada ng Malolos es la ensaimada típica de Malolos, cabecera del municipio de Bulacán, la cual es un atractivo turístico de la ciudad. Se rellena con rebanadas de jamón y queso, y se cubre por encima con jamón chino o huevo de pato salado.[10][11]
- La ensaymada ng Pampanga es la ensaimada típica de Pampanga, la cual contiene capas alternas de queso y mantequilla.